# Municipio de Center (condado de Dade)
El municipio de Center (en inglés: Center Township) es un municipio ubicado en el condado de Dade en el estado estadounidense de Misuri. En el año 2010 tenía una población de 1983 habitantes y una densidad poblacional de 17,63 personas por km².

## Geografía
El municipio de Center se encuentra ubicado en las coordenadas 37°26′16″N 93°50′26″O / 37.43778, -93.84056. Según la Oficina del Censo de los Estados Unidos, el municipio tiene una superficie total de 112.49 km², de la cual 110.99 km² corresponden a tierra firme y (1.33%) 1.5 km² es agua.

## Demografía
Según el censo de 2010, había 1983 personas residiendo en el municipio de Center. La densidad de población era de 17,63 hab./km². De los 1983 habitantes, el municipio de Center estaba compuesto por el 96.02% blancos, el 0.76% eran afroamericanos, el 1.01% eran amerindios, el 0.05% eran asiáticos, el 0.1% eran isleños del Pacífico, el 0.45% eran de otras razas y el 1.61% pertenecían a dos o más razas. Del total de la población el 1.92% eran hispanos o latinos de cualquier raza.